# Jiří Němec (pedagog)
Jiří Němec (* 19. prosince 1970 Brno) je český vysokoškolský pedagog, bývalý prorektor pro záležitosti studentů a bývalý děkan Pedagogické fakulty Masarykovy univerzity.

## Život
V roce 1994 získal magisterský titul z oboru Pedagogika volného času na Pedagogické fakultě Masarykovy univerzity a v roce 1995 z oboru Psychologie na filozofické fakultě. Poté působil na několika brněnských základních školách jako učitel. Doktorské studium ukončil v roce 1998 disertační prací Funkce hry v historických proměnách pedagogických koncepcí. Od roku 1998 byl odborným asistentem na fakultě, od roku 2002 do roku 2015 byl vedoucím katedry sociální pedagogiky.
V roce 2006 se habilitoval na pedagogické fakultě v oboru Pedagogika. V letech 2011–2015 byl prorektorem pro záležitosti studentů Masarykovy univerzity.
Od 1. února 2015 se jako jediný kandidát, s podporou všech 21 hlasů senátorů,
stal děkanem pedagogické fakulty. Předestřel plán vytvořit centrum celoživotního vzdělávání pro učitele z praxe za účelem rozšiřování nebo zvyšování své kvalifikace a plnění požadavků kariérního řádu.
Do funkce byl opětovně zvolen v roce 2018, kdy pro něj hlasovala 17 z přítomných 19 senátorů.
V praxi se zaměřuje na sociální pedagogiku, pedagogickou metodologii a pedagogiku volného času.

## Ocenění
V roce 2019 získal medaili Za zásluhy o rozvoj kvality vzdělávání, kterou uděluje Česká školní inspekce.